# Gabriel Auto Company
Gabriel Auto Company war ein US-amerikanischer Hersteller von Automobilen. Eine andere Quelle nennt  für die Zeit von 1913 bis 1919 die Firmierung Gabriel Motor Truck Company.

## Unternehmensgeschichte
Das Unternehmen hatte seinen Ursprung in der 1851 gegründeten W. H. Gabriel Carriage & Wagon Company, die Kutschen herstellte. Für die Kraftfahrzeugherstellung wurde 1910 ein separates Unternehmen in Cleveland in Ohio gegründet. Die Produktion von Personenkraftwagen begann. Der Markenname lautete Gabriel. 1912 endete deren Produktion. Stattdessen entstanden nun Nutzfahrzeuge, was sich als profitabler herausstellte. Erst 1920 endete die Produktion.

## Fahrzeuge
Im März 1910 wurde der erste Pkw angekündigt. Im gleichen Monat stand ein Fahrzeug auf der Cleveland Automobile Show. Serienstart war im April 1910. Im Juli 1910 nahm ein Fahrzeug erfolgreich am Cleveland News Reliability Run teil. Das einzige Serienmodell hatte einen Vierzylindermotor. Er hatte 107,95 mm Bohrung, 114,3 mm Hub und 4184 cm³ Hubraum. Die Leistung war mit 25/30 PS angegeben. Das Fahrgestell hatte 305 cm Radstand. Die Verkaufszahlen blieben gering.
Der erste Lastkraftwagen wird in einer amerikanischen Quelle als Eintonner bezeichnet. Sofern es sich um die amerikanische Short ton handelt, sind das 907 kg. Eine deutschsprachige Quelle nennt Zwei-, Drei- und Viertonner. Die Fahrzeuge hatten Kardanantrieb.